# 古達
古達是位於馬來西亞沙巴州最北部的市镇，曾經是北婆罗洲第一個首府，现为古达省省会。这里至州首府亞庇的车程为3、4小時左右。2020年6月30日，古达海域发生4.7级地震。

## 簡介
古達幾乎覆蓋在椰林裡面，是前沙巴華裔首席部長章家傑的家鄉，他在位時大力發展古達的經濟及旅遊業，也讓古達呈現生機。
古達著名的是西瓜地（Sikuati）花生及椰子，花生尤其以紅衣的出名，是送禮佳品，也是沙巴人過年的點心之一。
近年政府也大力開發最新的觀光區“燈火樓”（Tip of Borneo），是婆羅洲最北部的景點。
1995年10月24日日食中，距離日全食持續最長的南海海域很近的馬東貢（Matunggong）區能看到幾乎最長的日全食。當地的原住民龍古斯族，居住於長屋（long house）。
當地有一間華文獨立中學，名為培正獨立中學。
2020年6月30日，古达海域发生4.7级地震，但无引发海啸。

## 人口
根據2020年馬來西亞人口普查，古达市机构辖区下共有86,410人，其中包括巫裔在内的土著为73,387人，华裔为4,701人，印裔为39人，其他族群为246人，以及非公民8,037人。
| 2020年古達族群比例 | 2020年古達族群比例 | 2020年古達族群比例 | 2020年古達族群比例 | 2020年古達族群比例 |
| ------------------ | ------------------ | ------------------ | ------------------ | ------------------ |
| 族群 / 国籍        | 族群 / 国籍        |                    | 百分比             | 百分比             |
| 马来人             | 马来人             |                    | 6.35%              | 6.35%              |
| 其它土著           | 其它土著           |                    | 78.58%             | 78.58%             |
| 华人               | 华人               |                    | 5.44%              | 5.44%              |
| 印度人             | 印度人             |                    | 0.05%              | 0.05%              |
| 其他               | 其他               |                    | 0.28%              | 0.28%              |
| 非马来西亚公民     | 非马来西亚公民     |                    | 9.3%               | 9.3%               |

| 族群               | 2020  | 2020    |
| 族群               | 人口  | 百分比  |
| ------------------ | ----- | ------- |
| 马来人             | 5488  | 6.35%   |
| 其他土著           | 67899 | 78.58%  |
| 华人               | 4701  | 5.44%   |
| 印度人             | 39    | 0.05%   |
| 其他               | 246   | 0.28%   |
| 马来西亚公民总数   | 78373 | 90.7%   |
| 非马来西亚公民总数 | 8037  | 9.3%    |
| 总数               | 86410 | 100.00% |

華人多數聚居在城市，以客家人居多，多數是龍川人，並以龍川釀豆腐出名。